# Dragmacidon australe
Dragmacidon australe är en svampdjursart som först beskrevs av Patricia R. Bergquist 1970.  Dragmacidon australe ingår i släktet Dragmacidon och familjen Axinellidae. Inga underarter finns listade i Catalogue of Life.